# Castelo Inverallochy

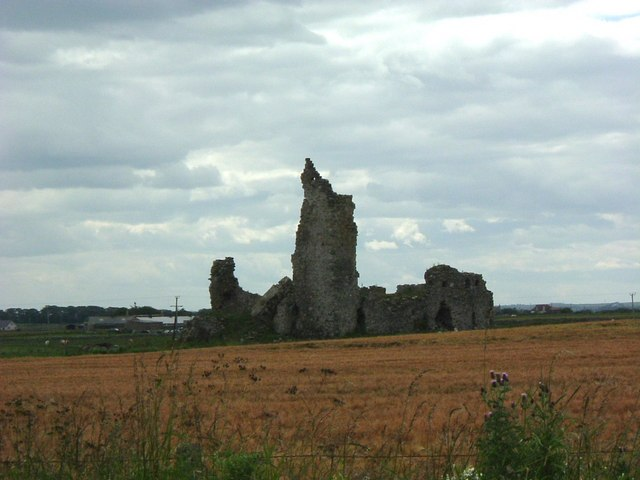
Ruínas do Castelo de Inverallochy

O Castelo Inverallochy (em inglês:  Inverallochy Castle) é um castelo do século XV ou XVI atualmente em ruínas localizado em Rathen, Aberdeenshire, Escócia.

## História
A sua construção foi iniciada provavelmente em 1504 por Sir William Cumyng.
Encontra-se classificado na categoria "B" do "listed building" desde 16 de abril de 1971.